# Свети Марк (Загреб)
„Свети Марк“ (на хърватски: Crkva svetog Marka) е римокатолически енорийски храм в стария град на Загреб. Посветена е на евангелиста Марк.

## История
Най-старите документи, в които се споменава църквата, са от 1256 г., когато крал Бела IV дава разрешение за провеждането на годишен панаир, посветен на свети Марк. В хода на историята храмът играе важна роля в живота на града. Всяка година видните официални лица (съдии, нотариуси и др.) са полагали клетва пред олтара на Светия кръст. Това се е случвало на 3 февруари, деня на Свети Влас - закрилник на Загреб. Носещите титлата Бан на Хърватия също са се вричали във вярност към държавата пред този олтар.
В църквата са се пазили градските документи и печатът на града, а в криптата са погребани видни граждани. Седмичните и годишни панаири и пазари са се провеждали на площада около сградата.

## Местоположение
Църквата е разположена в центъра на площад с правоъгълна форма, носещ също името „Свети Марк“. Той се намира в сърцето на стария град на Загреб, наричан Gradec или Gornji grad (Горният град).
Мястото е и център на хърватската държавност. Площадът е ограден от сградите на хърватския парламент и хърватското правителство, както и тези на конституционния съд и кметството на Загреб.

## Архитектура
Съществуват свидетелства, че сградата в първоначалния си вид е построена през XIII век в романски архитектурен стил. През втората половина на XIV век храмът е основно реконструиран. Тогава е преобразуван в трикорабна готическа църква. Масивни каменни колони с кръгло сечение поддържат тежките оребрени сводове.
През 1502 г. силно земетресение разрушава камбанарията. Настоящата елегантна кула е завършена през 1725 г., което обяснява и закръгления бароков купол, с който е увенчана. Вероятно по същото време са заменени и готическите олтари с барокови такива.
Една от забележителните части на сградата е южният портал. Смята се, че той е дело на скулптори от фамилията Парлър от Прага. Над самата порта в симетрична композиция са разположени 15 скулптурни фигури в 11 плитки ниши. Най-горе са поместени Йосиф и Дева Мария с младенеца. Под тях авторът поставя фигурата на свети Марк. Останалите ниши са запълнени с фигурите на дванадесетте апостоли. Четири от оригиналните фигури са били унищожени и в началото на XVIII век са заменени от техни копия, изработени от дърво.
На северозападната фасадна стена е вграден релеф, изобразяващ най-стария герб на Загреб с гравирана годината 1499. Оригиналът на плочата се пази в загребския градски музей.
Друга впечатляваща характеристика на сградата е нейният покрив. Покритието му е изпълнено през 1882 г., като пъстър десен от цветни глазирани плочки. В центъра на така полученото пано са изобразени настоящият герб на Загреб и този на Хабсбургското хърватско кралство. По това време отново е извършена замяна на олтарите. Неоготически такива заместват споменатите барокови.
Настоящия си вид църквата добива при реставрацията в периода 1936 – 1938 г. Скулптори на Иван Мещрович заменят олтарните прегради. Впечатляваща скулптура на разпятието е поставена над главния олтар. Великолепна пиета е поставена в олтара на Светия кръст, а фигурата на Девицата изработена от позлатен бронз е поместена в олтара на Дева Мария. Жозо Клакович е изпълнил фреските по стените, изобразяващи библейски сюжети и сцени от хърватската църковна история.